# Foulayronnes
 Foulayronnes  es una población y comuna francesa, en la región de Aquitania, departamento de Lot y Garona, en el distrito de Agen y cantón de Agen-Nord.

## Demografía
| 1235 | 1997 | 2567 | 3046 | 4343 | 4597 |
| Para los censos de 1962 a 1999 la población legal corresponde a la población sin duplicidades (Fuente: INSEE [Consultar]) |      |      |      |      |      |